# Lijst van interlands Duits voetbalelftal
Hieronder een overzicht van de interlands van het Duits voetbalelftal.

## Overzicht

### 1908-1914
| Nr. | Datum             | Thuis          | Res. | Uit            | Plaats                                    | Opmerkingen                                |
| --- | ----------------- | -------------- | ---- | -------------- | ----------------------------------------- | ------------------------------------------ |
| 1   | 5 april 1908      | Zwitserland    | 5-3  | Duitsland      | Bazel, Landhof                            | Vriendschappelijk                          |
| 2   | 20 april 1908     | Duitsland      | 1-5  | Engeland (am.) | Mariendorf, Viktoria-Platz                | vriendschappelijk                          |
| 3   | 7 juni 1908       | Oostenrijk     | 3-2  | Duitsland      | Wenen, Cricketer Platz                    | vriendschappelijk                          |
| 4   | 13 maart 1909     | Engeland (am.) | 9-0  | Duitsland      | Oxford, Britannia Field                   | vriendschappelijk                          |
| 5   | 4 april 1909      | Hongarije      | 3-3  | Duitsland      | Boedapest, Millenaris-Radrennbahn         | vriendschappelijk                          |
| 6   | 4 april 1909      | Duitsland      | 1-0  | Zwitserland    | Karlsruhe, Platz an der Telegrafenkaserne | vriendschappelijk                          |
| 7   | 3 april 1910      | Zwitserland    | 2-3  | Duitsland      | Bazel, Landhof                            | vriendschappelijk                          |
| 8   | 24 april 1910     | Nederland      | 4-2  | Duitsland      | Arnhem, Klarenbeek                        | vriendschappelijk                          |
| 9   | 16 mei 1910       | Duitsland      | 0-3  | België         | Duisburg, Sportplatz am Grunewald         | vriendschappelijk                          |
| 10  | 16 oktober 1910   | Duitsland      | 1-2  | Nederland      | Kleef, Sportplatz an der Triftstraße      | vriendschappelijk                          |
| 11  | 26 maart 1911     | Duitsland      | 6-2  | Zwitserland    | Stuttgart, Kickers Stadion Degerloch      | vriendschappelijk                          |
| 12  | 14 april 1911     | Duitsland      | 2-2  | Engeland (am.) | Mariendorf, Union-Platz                   | vriendschappelijk                          |
| 13  | 23 april 1911     | België         | 2-1  | Duitsland      | Luik, Plaine de Cointe                    | vriendschappelijk                          |
| 14  | 18 juni 1911      | Zweden         | 2-4  | Duitsland      | Solna, Råsundastadion                     | vriendschappelijk                          |
| 15  | 10 september 1911 | Duitsland      | 1-2  | Oostenrijk     | Dresden, Sportplatz Güntzwiesen           | vriendschappelijk                          |
| 16  | 29 oktober 1911   | Duitsland      | 1-3  | Zweden         | Hamburg, Stadion Hoheluft                 | vriendschappelijk                          |
| 17  | 17 december 1911  | Duitsland      | 1-4  | Hongarije      | München, MTV-Platz an der Marbachstraße   | vriendschappelijk                          |
| 18  | 24 maart 1912     | Nederland      | 5-5  | Duitsland      | Zwolle, ZAC-plein                         | vriendschappelijk                          |
| 19  | 14 april 1912     | Hongarije      | 4-4  | Duitsland      | Ferencváros Stadion, Boedapest            | vriendschappelijk                          |
| 20  | 5 mei 1912        | Zwitserland    | 1-2  | Duitsland      | St Gallen, Espenmoos                      | vriendschappelijk                          |
| 21  | 29 juni 1912      | Duitsland      | 1-2  | Oostenrijk     | Solna, Råsundastadion                     | 1/8ste finale Olympische Spelen            |
| 22  | 1 juli 1912       | Duitsland      | 1-2  | Rusland        | Stockholm, Idrottsplats Traneberg         | Kwartfinale troostronde Olympische Spelen  |
| 23  | 3 juli 1912       | Duitsland      | 1-2  | Hongarije      | Stockholm, Idrottsplats Traneberg         | Halve finale troostronde Olympische Spelen |
| 24  | 6 oktober 1912    | Denemarken     | 3-1  | Duitsland      | Kopenhagen, Idrætspark                    | Vriendschappelijk                          |
| 25  | 17 november 1912  | Duitsland      | 2-3  | Nederland      | Leipzig, Sportplatz                       | Vriendschappelijk                          |
| 26  | 21 maart 1913     | Duitsland      | 0-3  | Engeland (am.) | Mariendorf, Viktoria-Platz                | Vriendschappelijk                          |
| 27  | 18 mei 1913       | Duitsland      | 1-2  | Zwitserland    | Freiburg, FFC-Platz                       | Vriendschappelijk                          |
| 28  | 26 oktober 1913   | Duitsland      | 1-4  | Denemarken     | Hamburg, Viktoria-Platz                   | Vriendschappelijk                          |
| 29  | 23 november 1913  | België         | 6-2  | Duitsland      | Antwerpen, Antwerp-Stadion                | Vriendschappelijk                          |
| 30  | 5 april 1914      | Nederland      | 4-4  | Duitsland      | Amsterdam, Olympisch Stadion              | Vriendschappelijk                          |

### 1920-1942
| Nr  | Datum             | Thuis             | Res.     | Uit               | Plaats                                       | Opmerkingen                     |
| --- | ----------------- | ----------------- | -------- | ----------------- | -------------------------------------------- | ------------------------------- |
| 31  | 27 juni 1920      | Zwitserland       | 4-1      | Duitsland         | Zürich, Utogrund                             | Vriendschappelijk               |
| 32  | 26 september 1920 | Oostenrijk        | 3-2      | Duitsland         | Wenen, Simmeringer Had                       | Vriendschappelijk               |
| 33  | 24 oktober 1920   | Duitsland         | 1-0      | Hongarije         | Berlijn, Deutsches Stadion                   | Vriendschappelijk               |
| 34  | 5 mei 1921        | Duitsland         | 3-3      | Oostenrijk        | Dresden, Stadion am Ostragehege              | Vriendschappelijk               |
| 35  | 5 juni 1921       | Hongarije         | 3-0      | Duitsland         | Boedapest, MTK-Stadion                       | Vriendschappelijk               |
| 36  | 18 september 1921 | Finland           | 3-3      | Duitsland         | Helsinki, Töölön Pallokenttä                 | Vriendschappelijk               |
| 37  | 26 maart 1922     | Duitsland         | 2-2      | Zwitserland       | Frankfurt am Main, Riederwaldstadion         | Vriendschappelijk               |
| 38  | 23 april 1922     | Oostenrijk        | 0-2      | Duitsland         | Wenen, Hohe Warte                            | Vriendschappelijk               |
| 39  | 2 juli 1922       | Duitsland         | 0-0      | Hongarije         | Bochum, Stadion an der Castroper Straße      | Vriendschappelijk               |
| 40  | 1 januari 1923    | Italië            | 3-1      | Duitsland         | Milaan , Campo di Viale Lombardia            | Vriendschappelijk               |
| 41  | 10 mei 1923       | Duitsland         | 0-0      | Nederland         | Hamburg, Stadion Hoheluft                    | Vriendschappelijk               |
| 42  | 3 juni 1923       | Zwitserland       | 1-2      | Duitsland         | Bazel , Schützenmatte                        | Vriendschappelijk               |
| 43  | 29 juni 1923      | Zweden            | 2-1      | Duitsland         | Stockholm , Olympiastadion                   | Vriendschappelijk               |
| 44  | 12 augustus 1923  | Duitsland         | 1-2      | Finland           | Dresden, Dresdner Kampfbahn                  | Vriendschappelijk               |
| 45  | 4 november 1923   | Duitsland         | 1-0      | Noorwegen         | Hamburg, Stadion Hoheluft                    | Vriendschappelijk               |
| 46  | 13 januari 1924   | Duitsland         | 4-3      | Oostenrijk        | Neurenberg, Zabo                             | Vriendschappelijk               |
| 47  | 21 april 1924     | Nederland         | 0-1      | Duitsland         | Amsterdam , Oude stadion                     | Vriendschappelijk               |
| 48  | 15 juni 1924      | Noorwegen         | 0-2      | Duitsland         | Kristiania , Gressbanen-Stadion              | Vriendschappelijk               |
| 49  | 31 augustus 1924  | Duitsland         | 1-4      | Zweden            | Berlijn, Deutsches Stadion                   | Vriendschappelijk               |
| 50  | 21 september 1924 | Hongarije         | 4-1      | Duitsland         | Boedapest , Ferencváros-Stadion              | Vriendschappelijk               |
| 51  | 23 november 1924  | Duitsland         | 0-1      | Italië            | Duisburg, Wedaustadion                       | Vriendschappelijk               |
| 52  | 14 december 1924  | Duitsland         | 1-1      | Zwitserland       | Stuttgart, SSC-Platz                         | Vriendschappelijk               |
| 53  | 29 maart 1925     | Nederland         | 2-1      | Duitsland         | Amsterdam , Oude stadion                     | Vriendschappelijk               |
| 54  | 21 juni 1925      | Zweden            | 1-0      | Duitsland         | Stockholm , Olympiastadion                   | Vriendschappelijk               |
| 55  | 26 juni 1925      | Finland           | 3-5      | Duitsland         | Helsinki , Töölön Pallokenttä                | Vriendschappelijk               |
| 56  | 25 oktober 1925   | Zwitserland       | 0-4      | Duitsland         | Bazel , Rankhof                              | Vriendschappelijk               |
| 57  | 18 april 1926     | Duitsland         | 4-2      | Nederland         | Düsseldorf, Rheinstadion                     | Vriendschappelijk               |
| 58  | 20 juni 1926      | Duitsland         | 3-3      | Zweden            | Neurenberg, Zabo                             | Vriendschappelijk               |
| 59  | 31 oktober 1926   | Nederland         | 2-3      | Duitsland         | Amsterdam , Oude stadion                     | Vriendschappelijk               |
| 60  | 12 december 1926  | Duitsland         | 2-3      | Zwitserland       | München, Sechzgerstadion                     | Vriendschappelijk               |
| 61  | 2 oktober 1927    | Denemarken        | 3-1      | Duitsland         | Kopenhagen , Idrætspark                      | Vriendschappelijk               |
| 62  | 23 oktober 1927   | Duitsland         | 6-2      | Noorwegen         | Altona, Altonaer Stadion                     | Vriendschappelijk               |
| 63  | 20 november 1927  | Duitsland         | 2-2      | Nederland         | Keulen, Müngersdorfer Stadion                | Vriendschappelijk               |
| 64  | 15 april 1928     | Zwitserland       | 2-3      | Duitsland         | Bern , Neufeld                               | Vriendschappelijk               |
| 65  | 28 mei 1928       | Zwitserland       | 0-4      | Duitsland         | Amsterdam , Olympiastadion                   | 1/8ste finale Olympische Spelen |
| 66  | 3 juni 1928       | Duitsland         | 1-4      | Uruguay           | Amsterdam , Olympiastadion                   | Kwartfinale Olympische Spelen   |
| 67  | 16 september 1928 | Duitsland         | 2-1      | Denemarken        | Neurenberg, Städtisches Stadion              | Vriendschappelijk               |
| 68  | 23 september 1928 | Noorwegen         | 0-2      | Duitsland         | Oslo , Ullevaal-Stadion                      | Vriendschappelijk               |
| 69  | 30 september 1928 | Zweden            | 2-0      | Duitsland         | Stockholm , Olympiastadion                   | Vriendschappelijk               |
| 70  | 10 februari 1929  | Duitsland         | 7-1      | Zwitserland       | Mannheim, Stadion Mannheim                   | Vriendschappelijk               |
| 71  | 28 april 1929     | Italië            | 1-3      | Duitsland         | Turijn , Stadio Filadelfia                   | Vriendschappelijk               |
| 72  | 1 juni 1929       | Duitsland         | 1-1      | Schotland         | Berlijn, Deutsches Stadion                   | Vriendschappelijk               |
| 73  | 23 juni 1929      | Duitsland         | 3-0      | Zweden            | Keulen, Müngersdorfer Stadion                | Vriendschappelijk               |
| 74  | 20 oktober 1929   | Duitsland         | 4-0      | Finland           | Altona, Altonaer Stadion                     | Vriendschappelijk               |
| 75  | 2 maart\| 1930    | Duitsland         | 0-2      | Italië            | Frankfurt am Main, Waldstadion               | Vriendschappelijk               |
| 76  | 4 mei 1930        | Zwitserland       | 0-5      | Duitsland         | Zürich , Hardturm                            | Vriendschappelijk               |
| 77  | 10 mei 1930       | Duitsland         | 3-3      | Engeland          | Berlijn, Deutsches Stadion                   | Vriendschappelijk               |
| 78  | 7 september 1930  | Denemarken        | 6-3      | Duitsland         | Kopenhagen , Idrætspark                      | Vriendschappelijk               |
| 79  | 28 september 1930 | Duitsland         | 5-3      | Hongarije         | Dresden, Stadion am Ostragehege              | Vriendschappelijk               |
| 80  | 2 november 1930   | Duitsland         | 1-1      | Noorwegen         | Breslau, Schlesierkampfbahn                  | Vriendschappelijk               |
| 81  | 15 maart 1931     | Frankrijk         | 1-0      | Duitsland         | Colombes , Yves-du-Manoir-Stadion            | Vriendschappelijk               |
| 82  | 26 april 1931     | Nederland         | 1-1      | Duitsland         | Amsterdam , Olympisch Stadion                | Vriendschappelijk               |
| 83  | 24 mei 1931       | Duitsland         | 0-6      | Oostenrijk        | Berlijn, Deutsches Stadion                   | Vriendschappelijk               |
| 84  | 17 juni 1931      | Zweden            | 0-0      | Duitsland         | Stockholm , Olympiastadion                   | Vriendschappelijk               |
| 85  | 21 juni 1931      | Noorwegen         | 2-2      | Duitsland         | Oslo , Ullevaal-Stadion                      | Vriendschappelijk               |
| 86  | 13 september 1931 | Oostenrijk        | 5-0      | Duitsland         | Wenen, Praterstadion                         | Vriendschappelijk               |
| 87  | 27 september 1931 | Duitsland         | 4-2      | Denemarken        | Hannover, Hindenburg-Kampfbahn               | Vriendschappelijk               |
| 88  | 6 maart 1932      | Duitsland         | 2-0      | Zwitserland       | Leipzig, Probstheidaer Stadion               | Vriendschappelijk               |
| 89  | 1 juli 1932       | Finland           | 1-4      | Duitsland         | Helsinki , Töölön Pallokenttä                | Vriendschappelijk               |
| 90  | 25 september 1932 | Duitsland         | 4-3      | Zweden            | Neurenberg, Städtisches Stadion              | Vriendschappelijk               |
| 91  | 30 oktober 1932   | Hongarije         | 2-1      | Duitsland         | Boedapest , MTK-Stadion                      | Vriendschappelijk               |
| 92  | 4 oktober 1932    | Duitsland         | 0-2      | Nederland         | Düsseldorf, Rheinstadion                     | Vriendschappelijk               |
| 93  | 1 januari 1933    | Italië            | 3-1      | Duitsland         | Bologna , Stadio Littoriale                  | Vriendschappelijk               |
| 94  | 19 maart 1933     | Duitsland         | 3-3      | Frankrijk         | Berlijn, Deutsches Stadion                   | Vriendschappelijk               |
| 95  | 22 oktober 1933   | Duitsland         | 8-1      | België            | Duisburg, Wedaustadion                       | Vriendschappelijk               |
| 96  | 5 november 1933   | Duitsland         | 2-2      | Noorwegen         | Maagdenburg, Stadion am Gübser Damm          | Vriendschappelijk               |
| 97  | 19 november 1933  | Zwitserland       | 0-2      | Duitsland         | Zürich , Hardturm                            | Vriendschappelijk               |
| 98  | 3 december 1933   | Duitsland         | 1-0      | Polen             | Berlijn, Poststadion                         | Vriendschappelijk               |
| 99  | 14 januari 1934   | Duitsland         | 3-1      | Hongarije         | Frankfurt am Main, Waldstadion               | Vriendschappelijk               |
| 100 | 11 maart 1934     | Luxemburg         | 1-9      | Duitsland         | Luxemburg, Städtisches Stadion               | Kwalificatie WK 1934            |
| 101 | 27 mei 1934       | Duitsland         | 5-2      | België            | Florence , Stadio Giovanni Berta             | 1/8ste finale WK                |
| 102 | 31 mei 1934       | Zweden            | 1-2      | Duitsland         | Milaan , San Siro                            | Kwartfinale WK                  |
| 103 | 3 juni 1934       | Tsjecho-Slowakije | 3-1      | Duitsland         | Rom , Stadio Nazionale                       | Halve finale WK                 |
| 104 | 7 juni 1934       | Duitsland         | 2-3      | Oostenrijk        | Napels , Stadio Giorgio Ascarelli            | Troostfinale WK                 |
| 105 | 9 september 1934  | Polen             | 2-5      | Duitsland         | Warschau , Armee-Stadion                     | Vriendschappelijk               |
| 106 | 7 oktober 1934    | Denemarken        | 2-5      | Duitsland         | Kopenhagen , Idrætspark                      | Vriendschappelijk               |
| 107 | 27 januari 1935   | Duitsland         | 4-0      | Zwitserland       | Stuttgart, Adolf-Hitler-Kampfbahn            | Vriendschappelijk               |
| 108 | 17 februari 1935  | Nederland         | 2-3      | Duitsland         | Amsterdam , Olympisch Stadion                | Vriendschappelijk               |
| 109 | 17 maart 1935     | Frankrijk         | 1-3      | Duitsland         | Parijs , Parc des Princes                    | Vriendschappelijk               |
| 110 | 28 april 1935     | België            | 1-6      | Duitsland         | Brussel , Stade du Centenaire                | Vriendschappelijk               |
| 111 | 8 mei 1935        | Duitsland         | 3-1      | Ierland           | Dortmund, Stadion Rote Erde                  | Vriendschappelijk               |
| 112 | 12 mei 1935       | Duitsland         | 1-2      | Spanje            | Keulen, Müngersdorfer Stadion                | Vriendschappelijk               |
| 113 | 26 mei 1935       | Duitsland         | 2-1      | Tsjecho-Slowakije | Dresden, Stadion am Ostragehege              | Vriendschappelijk               |
| 114 | 27 juni 1935      | Noorwegen         | 1-1      | Duitsland         | Oslo , Ullevaal-Stadion                      | Vriendschappelijk               |
| 115 | 30 juni 1935      | Zweden            | 3-1      | Duitsland         | Stockholm , Olympiastadion                   | Vriendschappelijk               |
| 116 | 18 augustus 1935  | Duitsland         | 6-0      | Finland           | München, Heinrich-Zisch-Stadion              | Vriendschappelijk               |
| 117 | 18 augustus 1935  | Luxemburg         | 0-1      | Duitsland         | Luxemburg , Städtisches Stadion              | Vriendschappelijk               |
| 118 | 25 augustus 1935  | Duitsland         | 4-2      | Roemenië          | Erfurt, Mitteldeutsche Kampfbahn             | Vriendschappelijk               |
| 119 | 15 september 1935 | Duitsland         | 1-0      | Polen             | Breslau, Hermann-Göring-Stadion              | Vriendschappelijk               |
| 120 | 15 september 1935 | Duitsland         | 5-0      | Estland           | Stettin, Richard-Lindemann-Sportplatz        | Vriendschappelijk               |
| 121 | 13 oktober 1935   | Duitsland         | 3-0      | Letland           | Koningsbergen, Stadion Friedländer Tor       | Vriendschappelijk               |
| 122 | 20 oktober 1935   | Duitsland         | 4-2      | Bulgarije         | Leipzig, Probstheidaer Stadion               | Vriendschappelijk               |
| 123 | 4 oktober 1935    | Engeland          | 3-0      | Duitsland         | Londen , White Hart Lane                     | Vriendschappelijk               |
| 124 | 23 februari 1936  | Spanje            | 1-2      | Duitsland         | Barcelona , Olympiastadion                   | Vriendschappelijk               |
| 125 | 27 februari 1936  | Portugal          | 1-3      | Duitsland         | Lissabon , Estádio do Lumiar                 | Vriendschappelijk               |
| 126 | 15 maart 1936     | Hongarije         | 3-2      | Duitsland         | Boedapest , MTK-Stadion                      | Vriendschappelijk               |
| 127 | 4 augustus 1936   | Duitsland         | 9-0      | Luxemburg         | Berlijn, Poststadion                         | 1/8ste finale Olympische Spelen |
| 128 | 7 augustus 1936   | Duitsland         | 0-2      | Noorwegen         | Berlijn, Poststadion                         | Kwartfinale Olympische Spelen   |
| 129 | 13 september 1936 | Polen             | 1-1      | Duitsland         | Warschau , Armee-Stadion                     | Vriendschappelijk               |
| 130 | 27 september 1936 | Tsjecho-Slowakije | 1-2      | Duitsland         | Praag , Masaryk-Stadion                      | Vriendschappelijk               |
| 131 | 27 september 1936 | Duitsland         | 7-2      | Luxemburg         | Krefeld, Grotenburg-Kampfbahn                | Vriendschappelijk               |
| 132 | 14 oktober 1936   | Schotland         | 2-0      | Duitsland         | Glasgow , Ibrox Park                         | Vriendschappelijk               |
| 133 | 17 oktober 1936   | Ierland           | 5-2      | Duitsland         | Dublin, Dalymount Park                       | Vriendschappelijk               |
| 134 | 15 november 1936  | Duitsland         | 2-2      | Italië            | Berlijn, Olympiastadion                      | Vriendschappelijk               |
| 135 | 31 januari 1937   | Duitsland         | 2-2      | Nederland         | Düsseldorf, Rheinstadion                     | Vriendschappelijk               |
| 136 | 21 maart 1937     | Luxemburg         | 2-3      | Duitsland         | Luxemburg , Städtisches Stadion              | Vriendschappelijk               |
| 137 | 21 maart 1937     | Duitsland         | 4-0      | Frankrijk         | Stuttgart, Adolf-Hitler-Kampfbahn            | Vriendschappelijk               |
| 138 | 25 april 1937     | Duitsland         | 1-0      | België            | Hannover, Hindenburg-Kampfbahn               | Vriendschappelijk               |
| 139 | 2 mei 1937        | Zwitserland       | 0-1      | Duitsland         | Zürich , Hardturm                            | Vriendschappelijk               |
| 140 | 16 mei 1937       | Duitsland         | 8-0      | Denemarken        | Breslau, Hermann-Göring-Stadion              | Vriendschappelijk               |
| 141 | 25 juni 1937      | Letland           | 1-3      | Duitsland         | Riga , ASK-Stadion                           | Vriendschappelijk               |
| 142 | 29 juni 1937      | Finland           | 0-2      | Duitsland         | Helsinki , Töölön Pallokenttä                | Kwalificatie WK 1938            |
| 143 | 29 augustus 1937  | Duitsland         | 4-1      | Estland           | Koningsbergen, Stadion Friedländer Tor       | Kwalificatie WK 1938            |
| 144 | 24 oktober 1937   | Duitsland         | 3-0      | Noorwegen         | Berlijn, Olympiastadion                      | Vriendschappelijk               |
| 145 | 21 november 1937  | Duitsland         | 5-0      | Zweden            | Altona, Altonaer Stadion                     | Kwalificatie WK 1938            |
| 146 | 6 februari 1938   | Duitsland         | 1-1      | Zwitserland       | Keulen, Müngersdorfer Stadion                | Vriendschappelijk               |
| 147 | 20 maart 1938     | Duitsland         | 2-1      | Luxemburg         | Wuppertal, Stadion am Zoo                    | Vriendschappelijk               |
| 148 | 20 maart 1938     | Duitsland         | 1-1      | Hongarije         | Neurenberg, Städtisches Stadion              | Vriendschappelijk               |
| 149 | 24 april 1938     | Duitsland         | 1-1      | Portugal          | Frankfurt am Main, Waldstadion               | Vriendschappelijk               |
| 150 | 14 mei 1938       | Duitsland         | 3-6      | Engeland          | Berlijn, Olympiastadion                      | Vriendschappelijk               |
| 151 | 4 juni 1938       | Zwitserland       | 1-1 n.v. | Duitsland         | Parijs , Parc des Princes                    | 1/8ste finale WK                |
| 152 | 9 juni 1938       | Zwitserland       | 4-2      | Duitsland         | Parijs , Parc des Princes                    | Replay 1/8ste finale            |
| 153 | 18 september 1938 | Duitsland         | 4-1      | Polen             | Chemnitz, Großkampfbahn                      | Vriendschappelijk               |
| 154 | 25 september 1938 | Roemenië          | 1-4      | Duitsland         | Boekarest , ONEF-Stadion                     | Vriendschappelijk               |
| 155 | 25 januari 1939   | België            | 1-4      | Duitsland         | Brussel , Stade du Centenaire                | Vriendschappelijk               |
| 156 | 26 februari 1939  | Joegoslavië       | 2-3      | Duitsland         | Berlijn, Olympiastadion                      | Vriendschappelijk               |
| 157 | 26 maart 1939     | Luxemburg         | 2-1      | Duitsland         | Differdange , Thillenberg-Stadion            | Vriendschappelijk               |
| 158 | 26 maart 1939     | Italië            | 3-2      | Duitsland         | Florence , Stadio Giovanni Berta             | Vriendschappelijk               |
| 159 | 23 mei 1939       | Duitsland         | 1-1      | Ierland           | Bremen, Weserstadion                         | Vriendschappelijk               |
| 160 | 22 juni 1939      | Noorwegen         | 0-4      | Duitsland         | Oslo , Ullevaal-Stadion                      | Vriendschappelijk               |
| 161 | 25 juni 1939      | Denemarken        | 0-2      | Duitsland         | Kopenhagen, Idrætspark                       | Vriendschappelijk               |
| 162 | 29 juni 1939      | Estland           | 0-2      | Duitsland         | Tallinn, Stadion Kadriorg                    | Vriendschappelijk               |
| 163 | 27 augustus 1939  | Slowakije         | 2-0      | Duitsland         | Bratislava , Slovan-Stadion                  | Vriendschappelijk               |
| 164 | 24 september 1939 | Hongarije         | 5-1      | Duitsland         | Boedapest, Ferencváros-Stadion               | Vriendschappelijk               |
| 165 | 15 oktober 1939   | Joegoslavië       | 1-5      | Duitsland         | Zagreb , Stadion Kranjčevićeva               | Vriendschappelijk               |
| 166 | 22 oktober 1939   | Bulgarije         | 1-2      | Duitsland         | Sofia , Yunak-Stadion                        | Vriendschappelijk               |
| 167 | 12 november 1939  | Duitsland         | 4-4      | Bohemen-Moravië   | Breslau, Hermann-Göring-Stadion              | Vriendschappelijk               |
| 168 | 26 november 1939  | Duitsland         | 5-2      | Italië            | Berlijn, Olympiastadion                      | Vriendschappelijk               |
| 169 | 3 december 1939   | Duitsland         | 3-1      | Slowakije         | Chemnitz, Großkampfbahn                      | Vriendschappelijk               |
| 170 | 7 april 1940      | Duitsland         | 2-2      | Hongarije         | Berlijn, Olympiastadion                      | Vriendschappelijk               |
| 171 | 14 april 1940     | Duitsland         | 1-2      | Joegoslavië       | Wenen, Praterstadion                         | Vriendschappelijk               |
| 172 | 5 mei 1940        | Italië            | 3-2      | Duitsland         | Milaan, San Siro                             | Vriendschappelijk               |
| 173 | 14 juli 1940      | Duitsland         | 9-3      | Roemenië          | Frankfurt am Main, Waldstadion               | Vriendschappelijk               |
| 174 | 1 september 1940  | Duitsland         | 13-0     | Finland           | Leipzig, Probstheidaer Stadion               | Vriendschappelijk               |
| 175 | 15 september 1940 | Slowakije         | 0-1      | Duitsland         | Bratislava , Slovan-Stadion                  | Vriendschappelijk               |
| 176 | 6 oktober 1940    | Hongarije         | 2-2      | Duitsland         | Boedapest, Ferencváros-Stadion               | Vriendschappelijk               |
| 177 | 20 oktober 1940   | Duitsland         | 7-3      | Bulgarije         | München, Sportplatz an der Grünwalder Straße | Vriendschappelijk               |
| 178 | 3 november 1940   | Joegoslavië       | 2-0      | Duitsland         | Zagreb , Stadion Kranjčevićeva               | Vriendschappelijk               |
| 179 | 17 november 1940  | Duitsland         | 1-0      | Denemarken        | Hamburg, Stadion Hoheluft                    | Vriendschappelijk               |
| 180 | 9 maart 1941      | Duitsland         | 4-2      | Zwitserland       | Stuttgart, Adolf-Hitler-Kampfbahn            | Vriendschappelijk               |
| 181 | 6 april 1941      | Duitsland         | 7-0      | Hongarije         | Keulen, Müngersdorfer Stadion                | Vriendschappelijk               |
| 182 | 20 april 1941     | Zwitserland       | 2-1      | Duitsland         | Bern, Wankdorfstadion                        | Vriendschappelijk               |
| 183 | 1 juni 1941       | Roemenië          | 1-4      | Duitsland         | Boekarest, ONEF-Stadion                      | Vriendschappelijk               |
| 184 | 15 juni 1941      | Duitsland         | 5-1      | Kroatië           | Wenen, Praterstadion                         | Vriendschappelijk               |
| 185 | 5 oktober 1941    | Finland           | 0-6      | Duitsland         | Helsinki, Olympiastadion                     | Vriendschappelijk               |
| 186 | 5 oktober 1941    | Zweden            | 4-2      | Duitsland         | Solna, Råsundastadion                        | Vriendschappelijk               |
| 187 | 16 november 1941  | Duitsland         | 1-1      | Denemarken        | Dresden, Stadion am Ostragehege              | Vriendschappelijk               |
| 188 | 7 december 1941   | Duitsland         | 4-0      | Slowakije         | Breslau, Hermann-Göring-Stadion              | Vriendschappelijk               |
| 189 | 20 januari 1942   | Kroatië           | 0-2      | Duitsland         | Zagreb , Stadion Kranjčevićeva               | Vriendschappelijk               |
| 190 | 1 februari 1942   | Duitsland         | 1-2      | Zwitserland       | Wenen, Praterstadion                         | Vriendschappelijk               |
| 191 | 12 april 1942     | Duitsland         | 1-1      | Spanje            | Berlijn, Olympiastadion                      | Vriendschappelijk               |
| 192 | 3 mei 1942        | Hongarije         | 3-5      | Duitsland         | Boedapest, Ferencváros-Stadion               | Vriendschappelijk               |
| 193 | 19 juli 1942      | Bulgarije         | 0-3      | Duitsland         | Sofia , Yunak-Stadion                        | Vriendschappelijk               |
| 194 | 16 augustus 1942  | Duitsland         | 7-0      | Roemenië          | Beuthen, Hindenburg-Stadion                  | Vriendschappelijk               |
| 195 | 20 september 1942 | Duitsland         | 2-3      | Zweden            | Berlijn, Olympiastadion                      | Vriendschappelijk               |
| 196 | 18 oktober 1942   | Zwitserland       | 3-5      | Duitsland         | Bern, Wankdorfstadion                        | Vriendschappelijk               |
| 197 | 1 november 1942   | Duitsland         | 5-1      | Kroatië           | Stuttgart, Adolf-Hitler-Kampfbahn            | Vriendschappelijk               |
| 198 | 22 november 1942  | Slowakije         | 2-5      | Duitsland         | Bratislava, Tehelné pole                     | Vriendschappelijk               |

### 1950-1969
| Nr  | Datum             | Thuis          | Res. | Uit            | Plaats                                | Opmerkingen          |
| --- | ----------------- | -------------- | ---- | -------------- | ------------------------------------- | -------------------- |
| 199 | 22 november 1950  | West-Duitsland | 1-0  | Zwitserland    | Stuttgart, Neckarstadion              | Vriendschappelijk    |
| 200 | 15 april 1951     | Zwitserland    | 2-3  | West-Duitsland | Zürich, Hardturm                      | Vriendschappelijk    |
| 201 | 17 juni 1951      | West-Duitsland | 1-2  | Turkije        | Berlijn, Olympiastadion               | Vriendschappelijk    |
| 202 | 23 september 1951 | Oostenrijk     | 0-2  | West-Duitsland | Wenen, Praterstadion                  | Vriendschappelijk    |
| 203 | 17 oktober 1951   | Ierland        | 3-2  | West-Duitsland | Dublin, Dalymount Park                | Vriendschappelijk    |
| 204 | 21 november 1951  | Turkije        | 0-2  | West-Duitsland | Istanboel, Inönü-Stadion              | Vriendschappelijk    |
| 205 | 23 december 1951  | West-Duitsland | 4-1  | Luxemburg      | Essen, Uhlenkrugstadion               | Vriendschappelijk    |
| 206 | 20 april 1952     | Luxemburg      | 0-3  | West-Duitsland | Luxemburg, Städtisches Stadion        | Vriendschappelijk    |
| 207 | 4 mei 1952        | West-Duitsland | 3-0  | Ierland        | Keulen, Müngersdorfer Stadion         | Vriendschappelijk    |
| 208 | 5 oktober 1952    | Frankrijk      | 3-1  | West-Duitsland | Colombes, Yves-du-Manoir-Stadion      | Vriendschappelijk    |
| 209 | 9 november 1952   | West-Duitsland | 5-1  | Zwitserland    | Augsburg, Rosenaustadion              | Vriendschappelijk    |
| 210 | 21 december 1952  | West-Duitsland | 3-2  | Joegoslavië    | Ludwigshafen am Rhein, Südweststadion | Vriendschappelijk    |
| 211 | 28 december 1952  | Spanje         | 2-2  | West-Duitsland | Madrid, Nuevo Estadio Chamartín       | Vriendschappelijk    |
| 212 | 22 maart 1953     | West-Duitsland | 0-0  | Oostenrijk     | Keulen, Müngersdorfer Stadion         | Vriendschappelijk    |
| 213 | 19 augustus 1953  | Noorwegen      | 1-1  | West-Duitsland | Oslo, Ullevaal-Stadion                | Kwalificatie WK 1954 |
| 214 | 11 oktober 1953   | West-Duitsland | 3-0  | Saarland       | Stuttgart, Neckarstadion              | Kwalificatie WK 1954 |
| 215 | 22 november 1953  | West-Duitsland | 5-1  | Noorwegen      | Hamburg, Volksparkstadion             | Kwalificatie WK 1954 |
| 216 | 28 maart 1954     | Saarland       | 1-3  | West-Duitsland | Saarbrücken (SAR), Ludwigsparkstadion | Kwalificatie WK 1954 |
| 217 | 25 april 1954     | Zwitserland    | 3-5  | West-Duitsland | Bazel, St.-Jakob-Stadion              | Vriendschappelijk    |
| 218 | 17 juni 1954      | West-Duitsland | 4-1  | Turkije        | Bern, Wankdorfstadion                 | Groepsfase WK        |
| 219 | 20 juni 1954      | Hongarije      | 8-3  | West-Duitsland | Bazel, St.-Jakob-Stadion              | Groepsfase WK        |
| 220 | 23 juni 1954      | West-Duitsland | 7-2  | Turkije        | Zürich, Hardturm                      | Groepsfase WK        |
| 221 | 27 juni 1954      | Joegoslavië    | 0-2  | West-Duitsland | Genève, Stade des Charmilles          | Kwartfinale WK       |
| 222 | 30 juni 1954      | West-Duitsland | 6-1  | Oostenrijk     | Bazel, St.-Jakob-Stadion              | Halve finale WK      |
| 223 | 4 juli 1954       | Hongarije      | 2-3  | West-Duitsland | Bern, Wankdorfstadion                 | Finale WK            |
| 224 | 26 september 1954 | België         | 2-0  | West-Duitsland | Brussel, Heyselstadion                | Vriendschappelijk    |
| 225 | 16 oktober 1954   | West-Duitsland | 1-3  | Frankrijk      | Hannover, Niedersachsenstadion        | Vriendschappelijk    |
| 226 | 1 december 1954   | Engeland       | 3-1  | West-Duitsland | Londen, Wembley Stadium               | Vriendschappelijk    |
| 227 | 19 december 1954  | Portugal       | 0-3  | West-Duitsland | Oeiras, Estádio Nacional              | Vriendschappelijk    |
| 228 | 30 maart 1955     | West-Duitsland | 1-2  | Italië         | Stuttgart, Neckarstadion              | Vriendschappelijk    |
| 229 | 28 mei 1955       | West-Duitsland | 2-1  | Ierland        | Hamburg, Volksparkstadion             | Vriendschappelijk    |
| 230 | 21 augustus 1955  | Sovjet-Unie    | 3-2  | West-Duitsland | Moskou, Dynamo-Stadion                | Vriendschappelijk    |
| 231 | 25 september 1955 | West-Duitsland | 1-3  | Joegoslavië    | Belgrado , Armee-Stadion              | Vriendschappelijk    |
| 232 | 16 november 1955  | West-Duitsland | 2-0  | Noorwegen      | Karlsruhe, Wildparkstadion            | Vriendschappelijk    |
| 342 | 21 september 1969 | Oostenrijk     | 1-1  | West-Duitsland | Wenen, Praterstadion                  | Vriendschappelijk    |
| 343 | 24 september 1969 | Bulgarije      | 0-1  | West-Duitsland | Sofia , Wassil-Lewski-Nationalstadion | Vriendschappelijk    |
| 344 | 22 oktober 1969   | West-Duitsland | 3-2  | Schotland      | Hamburg, Volksparkstadion             | Kwalificatie WK 1970 |

### 1970-1989
| Nr  | Datum            | Thuis          | Res.     | Uit            | Plaats                                 | Opmerkingen          |
| --- | ---------------- | -------------- | -------- | -------------- | -------------------------------------- | -------------------- |
| 345 | 11 februari 1970 | Spanje         | 2-0      | West-Duitsland | Sevilla, Estadio Ramón Sánchez Pizjuán | Vriendschappelijk    |
| 346 | 8 april 1970     | West-Duitsland | 1-1      | Roemenië       | Stuttgart, Neckarstadion               |                      |
| 347 | 9 mei 1970       | West-Duitsland | 2-1      | Ierland        | Berlijn, Olympiastadion                |                      |
| 348 | 13 mei 1970      | West-Duitsland | 1-0      | Joegoslavië    | Hannover, Niedersachsenstadion         |                      |
| 349 | 3 juni 1970      | Marokko        | 1-2      | West-Duitsland | León , Estadio Guanajuato              | WK 1970 groepsfase   |
| 350 | 7 juni 1970      | Bulgarije      | 2-5      | West-Duitsland | León, Estadio Guanajuato               | WK 1970 groepsfase   |
| 351 | 10 juni 1970     | Peru           | 1-3      | West-Duitsland | León , Estadio Guanajuato              | WK 1970 groepsfase   |
| 352 | 14 juni 1970     | West-Duitsland | 3-2 n.v. | Engeland       | León, Estadio Guanajuato               | WK 1970 kwartfinale  |
| 353 | 17 juni 1970     | Italië         | 3-4 n.v. | West-Duitsland | Mexico City , Estadio Azteca           | WK 1970 halve finale |
| 354 | 20 juni 1970     | Uruguay        | 0-1      | West-Duitsland | Mexico City , Estadio Azteca           | WK 1970 troosting    |
| 355 | 9 september 1970 | West-Duitsland | 3-1      | Hongarije      | Neurenberg, Städtisches Stadion        |                      |
| 356 | 17 oktober 1970  | West-Duitsland | 1-       | Turkije        | Keulen, Müngersdorfer Stadion          | Kwalificatie EK 1972 |
| 357 | 18 november 1970 | West-Duitsland | 0-2      | Joegoslavië    | Zagreb , Maksimir-Stadion              |                      |
| 358 | 22 november 1970 | Griekenland    | 1-3      | West-Duitsland | Piraeus Karaiskakis-Stadion            |                      |
| 556 | 15 november 1989 | West-Duitsland | 2-1      | Wales          | Keulen, Müngersdorfer Stadion          | Kwalificatie WK 1990 |

### 1990-2009
| Nr  | Datum            | Thuis             | Res.          | Uit                          | Plaats                          | Opmerkingen           |
| --- | ---------------- | ----------------- | ------------- | ---------------------------- | ------------------------------- | --------------------- |
| 557 | 28 februari 1990 | Frankrijk         | 2-1           | West-Duitsland               | Montpellier, Stade de la Mosson | Vriendschappelijk     |
| 558 | 25 april 1990    | West-Duitsland    | 3-3           | Uruguay                      | Stuttgart, Neckarstadion        | Vriendschappelijk     |
| 559 | 26 mei 1990      | West-Duitsland    | 1-0           | Tsjecho-Slowakije            | Düsseldorf, Rheinstadion        | Vriendschappelijk     |
| 560 | 30 mei 1990      | West-Duitsland    | 1-0           | Denemarken                   | Gelsenkirchen, Parkstadion      | Vriendschappelijk     |
| 561 | 10 juni 1990     | West-Duitsland    | 4-1           | Joegoslavië                  | Milaan, Stadio Giuseppe Meazza  | WK-1990 groepsfase    |
| 562 | 15 juni 1990     | West-Duitsland    | 5-1           | Verenigde Arabische Emiraten | Milaan, Stadio Giuseppe Meazza  | WK 1990 groepsfase    |
| 563 | 19 juni 1990     | West-Duitsland    | 1-1           | Colombia                     | Milaan, Stadio Giuseppe Meazza  | WK 1990 groepsfase    |
| 564 | 24 juni 1990     | West-Duitsland    | 2-1           | Nederland                    | Milaan, Stadio Giuseppe Meazza  | WK 1990 1/8ste finale |
| 565 | 1 juli 1990      | Tsjecho-Slowakije | 0-1           | West-Duitsland               | Milaan, Stadio Giuseppe Meazza  | WK 1990 Kwartfinale   |
| 566 | 4 juli 1990      | West-Duitsland    | 1-1, 4:3 n.p. | Engeland                     | Turijn, Stadio delle Alpi       | WK 1990 halve finale  |
| 567 | 8 juli 1990      | West-Duitsland    | 1-0           | Argentinië                   | Rome, Olympiastadion            | WK 1990 finale        |
| 568 | 29 augustus 1990 | Portugal          | 1-1           | West-Duitsland               | Lissabon, Estádio da Luz        | Vriendschappelijk     |
| 569 | 10 oktober 1990  | Zweden            | 1-3           | Duitsland                    | Solna, Råsundastadion           | Vriendschappelijk     |
| 570 | 31 oktober 1990  | Luxemburg         | 2-3           | Duitsland                    | Luxemburg, Städtisches Stadion  | Kwalificatie EK 1992  |
| 571 | 19 december 1990 | Duitsland         | 4-0           | Zwitserland                  | Stuttgart, Neckarstadion        | Vriendschappelijk     |
| 825 | 18 november 2009 | Duitsland         | 2-2           | Ivoorkust                    | Gelsenkirchen, Veltins-Arena    | Vriendschappelijk     |

### 2010-2029
| Nr  | Datum            | Thuis            | Res.     | Uit        | Plaats                                  | Opmerkingen          |
| --- | ---------------- | ---------------- | -------- | ---------- | --------------------------------------- | -------------------- |
| 826 | 3 maart 2010     | Duitsland        | 0-1      | Argentinië | München, Allianz Arena                  | Vriendschappelijk    |
| 882 | 5 maart 2014     | Duitsland        | 1-0      | Chili      | Stuttgart, Mercedes-Benz-Arena          | Vriendschappelijk    |
| 883 | 13 mei 2014      | Duitsland        | 0-0      | Polen      | Hamburg, Imtech Arena                   | Vriendschappelijk    |
| 884 | 1 juni 2014      | Duitsland        | 1-1      | Kameroen   | Borussia Mönchengladbach, Borussia-Park | Vriendschappelijk    |
| 885 | 6 juni 2014      | Duitsland        | 6-1      | Armenië    | Mainz, Coface Arena                     | Vriendschappelijk    |
| 886 | 16 juni 2014     | Duitsland        | 4-0      | Portugal   | Salvador, Bahia Arena                   | Groepsfase WK        |
| 887 | 21 juni 2014     | Duitsland        | 2-2      | Ghana      | Fortaleza, Castelão                     | Groepsfase WK        |
| 888 | 26 juni 2014     | Verenigde Staten | 0-1      | Duitsland  | Recife, Arena Cidade da Copa            | Groepsfase WK        |
| 889 | 30 juni 2014     | Duitsland        | 2-1 n.v. | Algerije   | Porto Alegre, Estádio Beira-Rio         | 1/8 finale WK        |
| 890 | 4 juli 2014      | Frankrijk        | 0-1      | Duitsland  | Rio de Janeiro, Maracanã                | Kwartfinale WK       |
| 891 | 8 juli 2014      | Brazilië         | 1-7      | Duitsland  | Belo Horizonte, Mineirão                | Halve finale WK      |
| 892 | 13 juli 2014     | Duitsland        | 1-0 n.v. | Argentinië | Rio de Janeiro, Maracanã                | Finale WK            |
| 893 | 3 september 2014 | Duitsland        | 2-4      | Argentinië | Düsseldorf, ESPRIT arena                | Vriendschappelijk    |
| 894 | 7 september 2014 | Duitsland        | 2-1      | Schotland  | Dortmund, Signal Iduna Park             | Kwalificatie EK 2016 |
| 895 | 11 oktober 2014  | Polen            | 2-0      | Duitsland  | Warschau, Nationaal Stadion (Warschau)  | Kwalificatie EK 2016 |
| 896 | 14 oktober 2014  | Duitsland        | 1-1      | Ierland    | Gelsenkirchen, Veltins-Arena            | Kwalificatie EK 2016 |
| 897 | 14 november 2014 | Duitsland        | 4-0      | Gibraltar  | Neurenberg, Grundig Stadion             | Kwalificatie EK 2016 |
| 898 | 29 maart 2015    | Georgië          | 0-2      | Duitsland  | Tbilisi, Boris Paitsjadzestadion        | Kwalificatie EK 2016 |
| 899 | 13 juni 2015     | Gibraltar        | 0-7      | Duitsland  | Faro (stad), Estádio Algarve            | Kwalificatie EK 2016 |
| 900 | 4 september 2015 | Duitsland        | 3-1      | Polen      | Frankfurt am Main, Commerzbank-Arena    | Kwalificatie EK 2016 |